# フリッケ線量計
フリッケ線量計（フリッケせんりょうけい、英：Fricke dosimeter）は化学線量計の一種。放射線によって溶液中の第一鉄イオン（Fe2+)が第二鉄イオン(Fe3+)になる酸化反応を利用する。この反応で生成された第二鉄イオンの量を分光光度計により測定し、既知の反応生成物の量と吸収エネルギーとの関係から放射線の吸収線量を算出する。
1927年にヒューゴ・フリッケ（Hugo Fricke）とスターン・モース（Sterne Morse）によりX線の線量計として提案された。

## 歴史
19世紀から20世紀の初頭にかけての時期において、放射線物理的な電荷やエネルギーの測定は、道具立てが大掛かりになり、診療の現場で利用するには不向きであった。
そのため、反応生成物が比較的安定で、定量する際の手間があまりかからないような放射線化学反応を利用した実用線量計が様々に考案された。フリッケ線量計は今日でも40~400Gyの比較的大線量領域の水吸収線量の測定に用いられている。